# The Simpsons Game
The Simpsons Game is een computerspel gebaseerd op de animatieserie The Simpsons. Het spel is ontwikkeld door Electronic Arts, en uitgebracht voor de PlayStation 3, PlayStation 2, PlayStation Portable, Wii, Xbox 360 en Nintendo DS op 30 oktober 2007 in de Verenigde Staten en drie dagen later in Europa. The Simpsons Game is een third-person actiespel met een originele verhaallijn geschreven door Tim Long, Matt Selman en Matt Warburton. De plot neemt de serie zelf op de hak, aangezien in het spel de familie ontdekt dat ze in nog een Simpsons videospel mee moeten doen.

## Graphics
Het spel gebruikt cel-shaded graphics, in tegenstelling tot de vaste 3D beelden uit de voorgaande Simpsons spellen (The Simpsons Road Rage, Simpsons Skateboarding en The Simpsons Hit & Run).

## Plot
In the Land of Chocolate: Homer valt in slaap en leert de basis gameplay. Hij eet vervolgens bijna alles in het level, waaronder de chocoladekonijnen.
Bartman Begins: Bart en Homer vinden de handleiding van het spel, en ontdekken de superkrachten die ze in het spel hebben. Ze verkennen ondergrondse grotten, die uitkomen bij het Springfield museum. Dit museum wordt beroofd door Jimbo Jones en zijn handlangers. Ze volgen het trio, en ontdekken dat ze de overval pleegden voor Seymour Skinner.
Around the World in 80 Bites: met zijn nieuwe krachten betreedt Homer de internationale eetwedstrijd van Duff Beer. Hij en de andere kandidaten racen door verschillende op landen gebaseerde gebieden.
Tree Huggers: Lisa ontdekt haar krachten, waarna zij en Bart samenwerken om Mr. Burns ervan te weerhouden het bos te kappen.
Shadow of the Lard Lad: Homer en Bart moeten het reusachtige Lard Lad standbeeld verslaan.
Medal of Homer: Homer en Bart gaan op een militaire missie.
Super Happy Fun Fun Game: dit level is een Pokémon/Katamari parodie.

## Gameplay
De spelers kunnen vier van de vijf familieleden van de Simpsons besturen, elk met hun eigen speciale vaardigheid. Twee verschillende familieleden zijn speelbaar in elk level, buiten "Land of Chocolate", waar alleen maar Homer speelbaar is. Het spel heeft zestien levels waarin de speler de vaardigheden van de personages moeten gebruiken om verder te gaan. Verscheidene uitdagingen zijn beschikbaar nadat alle levels zijn uitgespeeld zoals o.a. alle voorwerpen vinden, alle video game clichés

### Vaardigheden per personage
- Homer: kan zich oprollen tot de “Homer ball” en zo grote constructies doorbreken. Hij kan ook veranderen in een groen monster en projectielen afvuren.
- Bart: kan projectielen afvuren met zijn katapult, tegen muren opklimmen en via een touw en haak grote afstanden overbruggen.
- Lisa: heeft de “Hand van Boeddha”, waarmee ze grote voorwerpen kan oppakken, vijanden kan slaan en bliksem kan oproepen.
- Marge: kan met haar megafoon de NPC’s in de omgeving oproepen om iets voor haar te bouwen of verwoesten.